# (68853) Vaimaca
(68853) Vaimaca est un astéroïde de la ceinture principale.

## Description
(68853) Vaimaca est un astéroïde de la ceinture principale. Il fut découvert par Gonzalo Tancredi le 19 avril 2002 à l'observatoire Los Molinos. Il présente une orbite caractérisée par un demi-grand axe de 2,6818 UA, une excentricité de 0,23854 et une inclinaison de 12,2007° par rapport à l'écliptique.

## Étymologie
Il est nommé en hommage à Vaimaca, un des 4 « derniers Charrúas », indiens natifs de l’Uruguay, vendus par l’état uruguayen à un entrepreneur français pour être exhibés en France en 1833. Vaimaca était le chef indien qui servit comme soldat dans l’armée du héros national José Artigas. Avec l'accord de Jacques Chirac, les restes mortuaires de la dépouille de Vaimaca furent rapatriés de France en Uruguay en 2002.

## Compléments